# Colli Altotiberini rosato
Il Colli Altotiberini rosato è un vino DOC la cui produzione è consentita nella provincia di Perugia.

## Caratteristiche organolettiche
- colore: rosa tenue.
- odore: lievemente fruttato.
- sapore: fresco, asciutto, vivace.

## Produzione
Provincia, stagione, volume in ettolitri
- Perugia  (1994/95)  155,4
- Perugia  (1995/96)  475,17
- Perugia  (1996/97)  347,13